# Crocodile River (Limpopo)
Der Crocodile River (auch Crocodile River West zur Unterscheidung von dem Crocodile River East in der Provinz Mpumalanga; Afrikaans: Krokodilrivier; deutsch etwa „Krokodilfluss“) ist ein Fluss in den südafrikanischen Provinzen Gauteng, Nordwest (North West) und Limpopo. Er entspringt am Witwatersrand im Osten der Stadt Krugersdorp und ist der längste Quellfluss des Limpopo.

## Verlauf und Nutzung

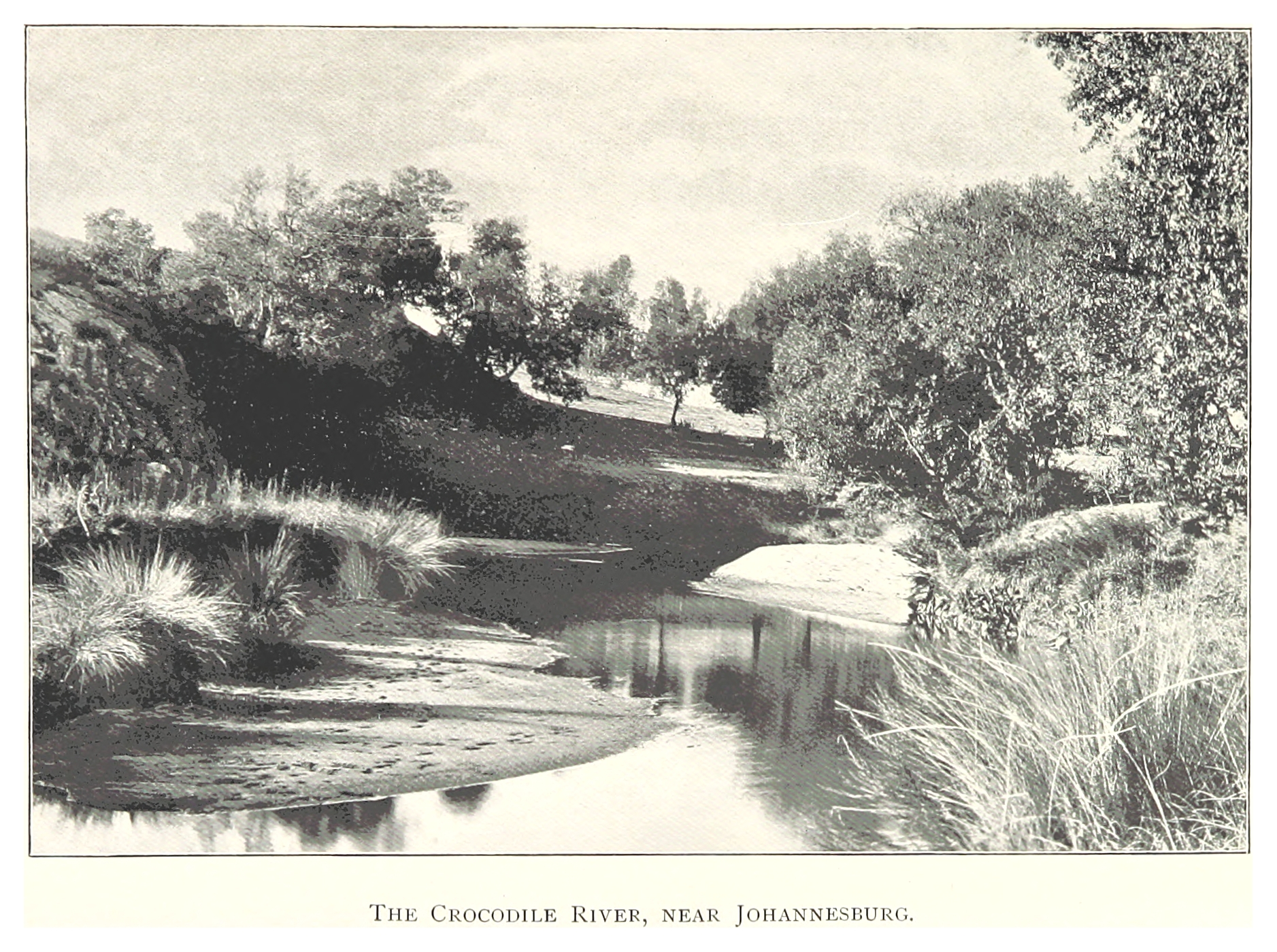
Der Crocodile River nahe Johannesburg (1899)

Der Fluss entspringt nördlich des Bahnhofs Witpoortjie, nahe der Grenze zu Roodepoort. Kurz darauf passiert der Fluss den Walter Sisulu Botanical Garden an der Grenze zur City of Johannesburg. Er fließt im Wesentlichen nordwärts, im weiteren Verlauf nordnordwestwärts, und passiert dabei in Gauteng dicht besiedelte Wohngebiete sowie Industriegebiete.
Nach dem Erreichen der Provinz Limpopo führt der Crocodile River bei Thabazimbi westlich am Bergmassiv Waterberg vorbei. Bei Oliphant’s Drift an der Grenze zu Botswana vereinigt er sich mit dem Marico und wird im weiteren Verlauf als Limpopo bezeichnet.
Im 1925 entstandenen Hartbeespoort Dam kurz hinter der Grenze zur Provinz Nordwest wird der Crocodile River gestaut. Nördlich der Magaliesberge gibt es mit dem 1986 eingeweihten Roodekopjes Dam rund 50 Kilometer nördlich von Brits einen weiteren Stausee. Der Fluss passiert in diesem Bereich ein Bergbaugebiet im Bushveld-Komplex, in dem vor allem Platin gefördert wird.
Die Abflussmenge im Bereich des Crocodile (West) Marico Water Managemant Area beträgt 855 Millionen Kubikmeter pro Jahr, wovon rund drei Viertel auf den Crocodile River entfallen. Der ökologische Zustand des Crocodile River und seiner Nebenflüsse wurde 2004 überwiegend negativ bewertet.

## Hydrometrie
Die Abflussmenge des Crocodile River wurde am Pegel Haakdoringdrift, bei einem großen Teil des Einzugsgebietes,  über die Jahre 1987 bis 2021 in m³/s gemessen.

## Einzugsgebiet
Das Einzugsgebiet macht einen großen Teil des Crocodile (West) Marico Water Management Area aus. Rund 5,5 Millionen Menschen werden durch Wasser aus dem Crocodile River versorgt; im Einzugsgebiet wird ein Fünftel des südafrikanischen Bruttoinlandsprodukts erzeugt. Zusätzlich wird das Gebiet durch den Versorger Rand Water mit Wasser aus dem Vaal und dem Lesotho Highland Water Project gespeist, das nach Nutzung und Aufbereitung in den Crocodile River fließt. Zum Einzugsgebiet des Flusses gehören der Norden der City of Johannesburg sowie die Metropolgemeinde City of Tshwane, die vom Pienaars und dessen Nebenfluss Apies durchflossen wird.